# Chùa Long Sơn (Đài Bắc)
Chùa Long Sơn Đài Bắc (chùa Long Sơn Vạn Hoa hoặc chùa Long Sơn Mãnh Giáp), gọi tắt là Chùa Long Sơn. Vị trí nằm ở khu Vạn Hoa (tên gọi cũ là Mãnh Giáp) thuộc thành phố Đài Bắc, Đài Loan. Chùa là di tích cổ cấp thành phố, cũng là thắng cảnh du lịch nổi tiếng.

## Lịch sử
Do thời gian đầu điều kiện tự nhiên của khu Mạnh Giáp rất tệ, ôn dịch hoành hành. những người di dân Tam Ất Tuyền Châu đã vời Phân Linh Quan Thế Âm Bồ Tát Chùa Long Sơn Tấn Giang Phủ Tuyền Châu Phúc Kiến đến Đài Loan, quyên góp xây cất chùa Long Sơn vào năm 1738 (nhà Thanh Càn Long năm thứ 3).
Năm Gia Khánh Nhân Tông nhà Thanh, Đài Bắc động đất lớn. Chùa Long Sơn hư hại nặng, trùng tu lần đầu. 1867, lại gặp hạn bão lớn, trùng tu quy mô lớn, sau lần trùng tu này, kiến trúc là bố cục của chùa Long Sơn giống như miếu Tổ Sư Thanh Thủy Mạnh Giáp được xây cùng năm. Năm Đồng Trị, ông Hoàng Long An người Đạm Thủy (Dan Shui) có thỉnh hương Quan Thế Âm Bồ Tát đến Đại Khê (Daxi), xây chùa Long Sơn Đại Khê.
Thời Nhật trị, một phần chùa Long Sơn được dùng làm trường học, quân doanh và văn phòng tạm thời. Năm 1919, trụ trì chùa Long Sơn Phú Trí pháp sư thấy chùa cũ kỹ và hư hại nặng, lại bị chia cắt sử dụng nhiều mục đích; nên quyên góp hương thân trùng tu chùa, tiến cử Cố Hiển Vinh giám chế tổ thi công xây chùa. Năm sau động thổ xây chùa. Đại điện chùa Long Sơn bị đánh sập vào năm Chiêu Hòa 20 (tức Đại chiến Thế giới thứ Hai, 1945), sau chiến tranh được trùng tu.
Công cáo 33809 củ Bộ Nội Chính phong chùa Long Sơn là di tích lịch sử cấp quốc gia (cấp 2), am Địa Tạng Mạnh Giáp thuộc chùa là di tích lịch sử cấp quốc gia (cấp 3).

## Hiện trạng
Chùa có tổng diện tích 1.800m2, tọa bắc hướng nam, kiểu kiến trúc tứ hợp viện theo kiểu cung điện Trung Quốc. Chùa chia nhiều tầng lớp, theo thứ tự là sơn môn, miếu trình, tiền điện, trung đình, đại điện, hậu đình, hậu điện, hai bên tả hữu hộ viện (hay gọi là tả hữu long hổ hoặc chái đông tây), trên có lầu chuông trống. Tiền điện, đại điện, hậu điện và hộ viện hợp thành chữ Hồi (「回」) khép kín; nếu tính cả hành lang nối giữa đại điện và tả hữu hộ viện thì thành chữ (「日」).
Ngoài ra, còn xây mới ở Đông, Tây, Bắc, ngoài tả long hộ viện còn có điện phụ (thờ Phúc Trí đại sư); ngoài hữu hổ hộ viện có xây nhà vệ sinh dưới tầng ngầm, kim đình và tháp đồng hồ; phía sau hậu điện có nhà ăn. Hai bên miếu trình có thác tịnh tâm và hồ nước suối phun.

## Thờ cúng thần thánh
Chùa thờ thần tiên phật của ba đạo Phật, Nho, Đạo, chủ yếu chia làm ba điện: tiền điện, đại điện, hậu điện; ngoài ra còn chia nhiều thất, tổng cộng hơn trăm vị thần thánh, bảy lư hương lớn. Sau đây giới thiệu các thần thánh theo thứ tự bái lễ.

### Thứ tự bái lễ
Chùa có bảy lư hương chính: Quan Âm, Thiên Công, Ma Tổ, Thủy Tiên Tôn Vương, Chú Sinh nương nương, Văn Xương, Quan Thánh; theo thứ tự của lư hương mà vái lạy, thắp nhang. Lư hương cao, gần đại điện là lư hương Thiên Công; Lư hương to nhất, nằm ở trung đình gần tiền điện là lư hương Quan Âm. Hậu điện vái lạy lư hương chính giữa trước, rồi đến hai bên trái phải (tả long trước, hữu hổ sau).
Tiền điện thờ  Phật Tam Bảo, theo lễ nghi Phật giáo nên đến tiền điện lễ Phật xong mới bái viếng sau.

### Tiền điện (thờ Phật Tam Bảo)
Chia làm 3 khu: Tam Xuyên điện (Tam Môn), Sảnh rồng (Long môn) và Sảnh hổ (Hổ Môn), còn gọi Ngũ Môn điện. "Tam" tức ba cửa, "Xuyên" tức dáng ngoài cửa điện, cửa điện gọi là Tam Xuyên Môn; thờ Phật Tam Bảo, ngoài ra còn nhiều tượng thần khác.
Hai tướng Hâng - Ha cầm gậy kim cang đứng ngay cửa trung Tam Xuyên Điện, Tăng Trường Thiên Vương phương Nam tay cầm kiếm báu, Đa Văn Thiên Vương phương Bắc tay cầm dù quý, Trì Quốc Thiên Vương phương Đông tay ôm tì bà, Quảng Mục Thiên Vương phương Tây tay giữ Khưu Long, tượng trưng gió, mưa, hòa, thuận.
Phật Tam Bảo gồm Phật Thích Ca Mô Ni (Phật thế giới Saha), Phật Dược Sư (Phật Đông Phương Tịnh Thổ), Phật A Di Đà (Phật Tây Phương Cực Lạc).

### Đại điện (thờ Phật tổ Quan Âm)
Đại điện còn gọi là Viên Thông Bảo Điện, thờ Phật tổ Quan Âm.
- Phật tổ Quan âm: tức Quan Thế Âm Bồ Tát, còn gọi Mẹ Quan Âm, tượng trưng "Đại Bi", Bồ Tát phù trợ Phật A Di Đà. Theo Phật giáo, Quan Thế Âm Bồ Tát khi xưa đã thành Phật, Phật hiệu là Chính Pháp Minh Như Lai, hiện là Bồ Tát phù trợ Phật A Di Đà, tương lai sau khi Phật A Di Đà niết bàn, sẽ xưng hiệu Phổ Quang Công Đức Sơn Vương Như Lai. Vì Quan Thế Âm Bồ Tát là Phật quá khứ, cũng là Phật tương lai, nên tín chúng tôn xưng Phật Tổ.
- Văn Thù Bồ Tát：phù trợ Phật Thích Ca Mô Ni, tượng trưng Đại Trí.
- Phổ Hiền Bồ Tát: phù trợ Phật Thích Ca Mô Ni, tượng trưng Đại Hành.
- Vi Đà Bồ Tát: hộ pháp, đứng đầu Tứ Đại Thiên Vương, 32 tướng quân, dưới trướng Tăng Trưởng Thiên vương, tay cầm chùy Kim cang.
- Già Lam Bồ Tát: hộ pháp. Trí giả Đại sư hóa độ linh hồn Quan Vũ, từ đó ông trở thành hộ pháp nhà Phật. Già Lam ý chỉ đạo trường, tự viện, miếu tự.
- Thập bát La Hán: 18 vị hộ trì chính pháp, còn gọi là Tôn Giả.

### Hậu Điện (tín ngưỡng dân gian Thiên Hậu - Quan Công)
Chia thành các điện sau: Thiên Thượng Thánh Mẫu, Văn Xương Đế Quân, Sảnh Hoa Đà, Quan Thánh Đế Quân, Sảnh Nguyệt Lão.

#### Điện Thiên Thượng Thánh Mẫu
Thờ Thiên Thượng Thánh Mẫu, tức Ma Tổ. Bên trái thờ nam thần, bên phải thờ nữ thần. 
- Thiên Thượng Thánh Mẫu: thần Đạo giáo, còn gọi Thiên Hậu, Ma Tổ. Hai bên hộ pháp Thiên Lý Nhãn, Thuận Phong Nhĩ.
- Thái Dương Tinh Quân: thần đạo giáo, tức Thái Dương Công, thần Mặt Trời.
- Thái Âm Tinh Quân: thần đạo giáo, tức Nguyệt Nương, thần Mặt Trăng.
- Thiên Lý Nhãn, thần đạo giáo, hộ pháp Ma Tổ, giúp Người xem xét tai nạn của thế gian.
- Thuận Phong Nhĩ:  thần đạo giáo, hộ pháp Ma Tổ, giúp Người nghe thấy tiếng than ai oán của thế gian.

#### Sảnh trái điện Thiên Thượng Thánh Mẫu
- Thủy Tiên Tôn Vương: thần Đạo giáo, vua Vũ đời Hạ, tức Hải Vương, Hải Thần. Cùng bốn vị tùy tùng: Ngũ Tử Tư, Khuất Nguyên, Lý Bạch, Vương Bột.
- Thành hoàng: thần đạo giáo, quản hành chính cõi âm, phụ trách thưởng thiện phạt ác.
- Phúc Đức Chính Thần: thần đạo giáo, hay còn gọi là thần thổ địa, bảo vệ mùa màng, phò hộ nhà buôn.
- Long thần: thần đạo giáo, thần mưa, thần biển.

#### Sảnh phải điện Thiên Thượng Thánh Mẫu
Thờ Chú sinh nương nương
- Chú sinh nương nương: thần đạo giáo.
- Trì đầu phu nhân: tín ngưỡng dân gian Tuyền Chương, Phúc Kiến.
- Mười hai bà mụ: thần đạo giáo.

#### Điện Văn Xương Đế Quân
Thờ Văn Xương cùng bốn vị Văn Quỳ Tinh Quân, Tử Dương Phu Tử, Quan Thánh Đế Quân, Phù Hộ Đế Quân, xưng là Ngũ Văn Xương. 
- Văn Xương Đế Quân: tên gốc Trương Dục, tướng lĩnh Tứ Xuyên, là người trung nghĩa. Quản đường học vấn thi cử.
- Đại Quỳ Tinh Quân: còn gọi là Đại Quỳ Phu Tử.
- Tử Dương Phu Tử: nhà Nho đời Tống, tức Chu Hy, hiệu Huệ Am.
- Mã gia: còn gọi là Lộc Mã, ngựa của Văn Xương Đế Quân.

#### Sảnh Hoa Đà
- Hoa Đà Tiên Sư: nhân vật lịch sử đời Đông Hán, chúng xưng Thần Y.
- Mạnh Chương Thần Quân: thần Đạo giáo, Thanh Long trong Tứ Linh. Tượng đúc bằng gốm mềm Giao Chỉ.

#### Điện Quan Thánh Đế Quân
Thờ Quan Thánh Đế Quân. 
- Quan Thánh Đế Quân: tức Quan Vũ, tự Vân Trường.
- Quan Bình Thái Tử: con trai trưởng của Quan Thánh Đế Quân.
- Châu Thương tướng quân, tướng quan trọng của Quan Thánh Đế Quân.
- Tam Quan Đại Đế: thần Đạo giáo. Bao gồm Thiên Quan Đại Đế Nghiêu, Địa Quan Đại Đế Thuấn, Thủy Quan Đại Đế  Triều Hạ Đại Vũ. Chùa thờ một tượng, có thể là Thủy Quan Đại Đế.
- Địa Tạng Bồ Tát: Phật giáo, tượng trưng "Đại Nguyện". Phụ trách cứu độ vong hồn địa ngục.

#### Sảnh Nguyệt Lão
- Nguyệt Hạ Lão Nhân: thần đạo giáo, quản chuyện nhân duyên.
- Giám Minh Thần Quân: thần đạo giáo, Bạch Hổ trong tứ thần thú, cũng làm bằng gốm mềm Giao Chỉ.

### Từ đường thờ Phúc Trí đại sư.
Nằm phía sau sảnh thờ Hoa Đà.

### Sảnh Khai Sơn...
Nằm phía sau lầu chuông chái Tây.